# Blitzkrieg: Horyzont w ogniu
Blitzkrieg: Horyzont w ogniu (oryg. Пылающий горизонт, ang. Blitzkrieg: Burning Horizon) – pierwszy samodzielny dodatek do gry komputerowej wyprodukowany przez rosyjskie studio Nival Interactive, wydany w 2004 roku przez cdv Software Entertainment AG.

## Rozgrywka
Blitzkrieg: Horyzont w ogniu to pierwszy oficjalny samodzielny dodatek do Blitzkrieg. Gra oferuje kontrolę nad wojskami feldmarszałka Erwina Rommela. Gra oferuje kampanię z 18. rozbudowanymi misjami, które skupiają się na dowodzeniu wojskami Erwina Rommela. Akcja gry rozgrywa się w Ardenach, Trypolisie, El Alamein, Sycylii i Normandii. W grze zawarto osiem scenariuszy oraz nową stronę konfliktu Japonię, 50 nowych jednostek, poprawiono sztuczną inteligencję przeciwnika.